# Asteranthos brasiliensis
Asteranthos brasiliensis är en tvåhjärtbladig växtart som beskrevs av René Louiche Desfontaines. Asteranthos brasiliensis ingår i släktet Asteranthos och familjen Scytopetalaceae. IUCN kategoriserar arten globalt som nära hotad. Inga underarter finns listade i Catalogue of Life.